# Kempnyia petersorum
Kempnyia petersorum är en bäcksländeart som beskrevs av Froehlich 1996. Kempnyia petersorum ingår i släktet Kempnyia och familjen jättebäcksländor. Inga underarter finns listade i Catalogue of Life.